# أمادور لورينزو
أمادور لورينزو (بالإسبانية: Amador Lorenzo)‏ هو لاعب كرة قدم إسباني في مركز حراسة المرمى، ولد في 29 سبتمبر 1954 في بوئيو في إسبانيا. لعب مع ريال مدريد كاستيا وريال مدريد وريال مورسيا ونادي إيركوليس ونادي برشلونة ونادي بونتيفيدرا.